# Picaria

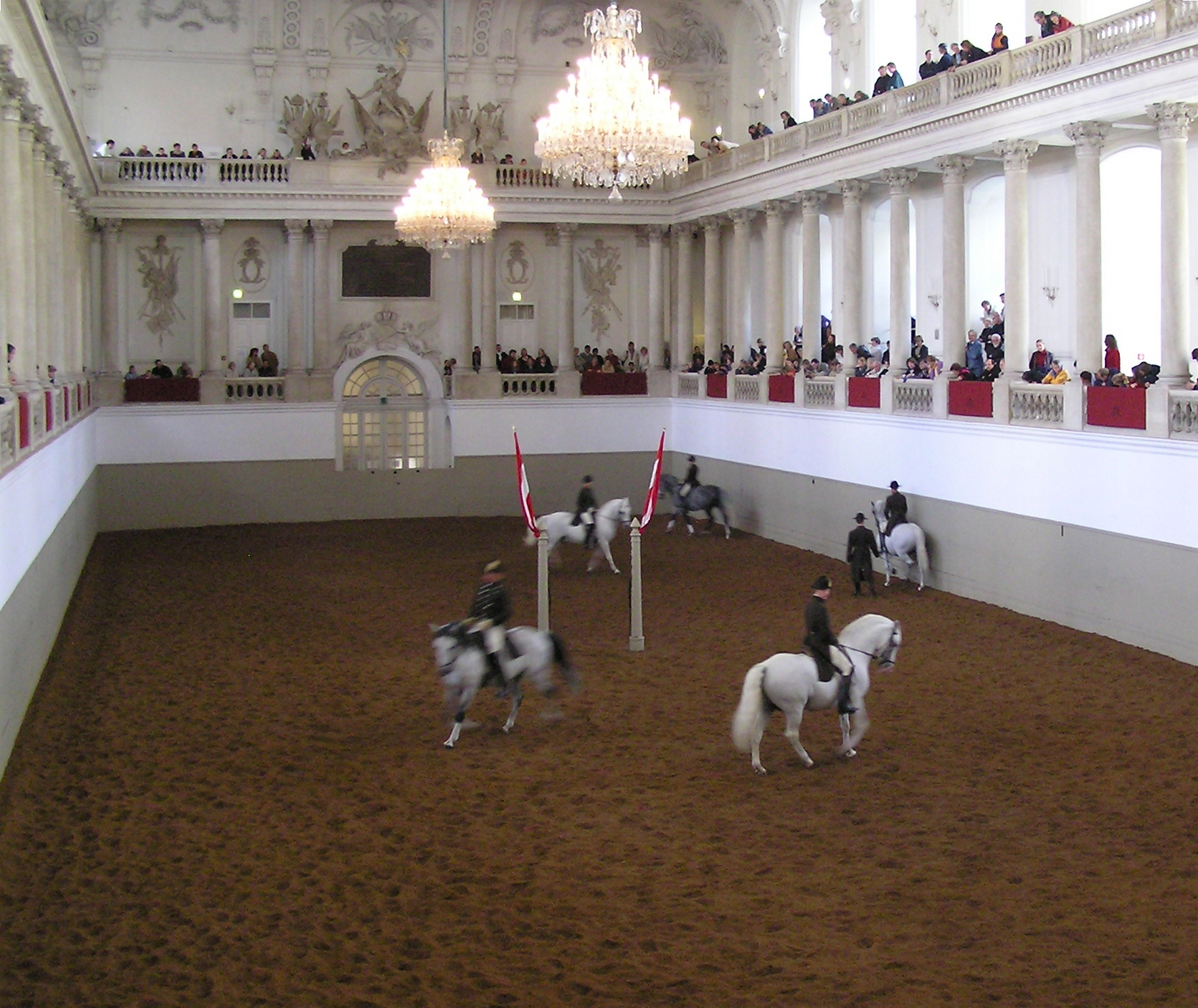
Picaria de l'Escola Espanyola d'Equitació de Viena

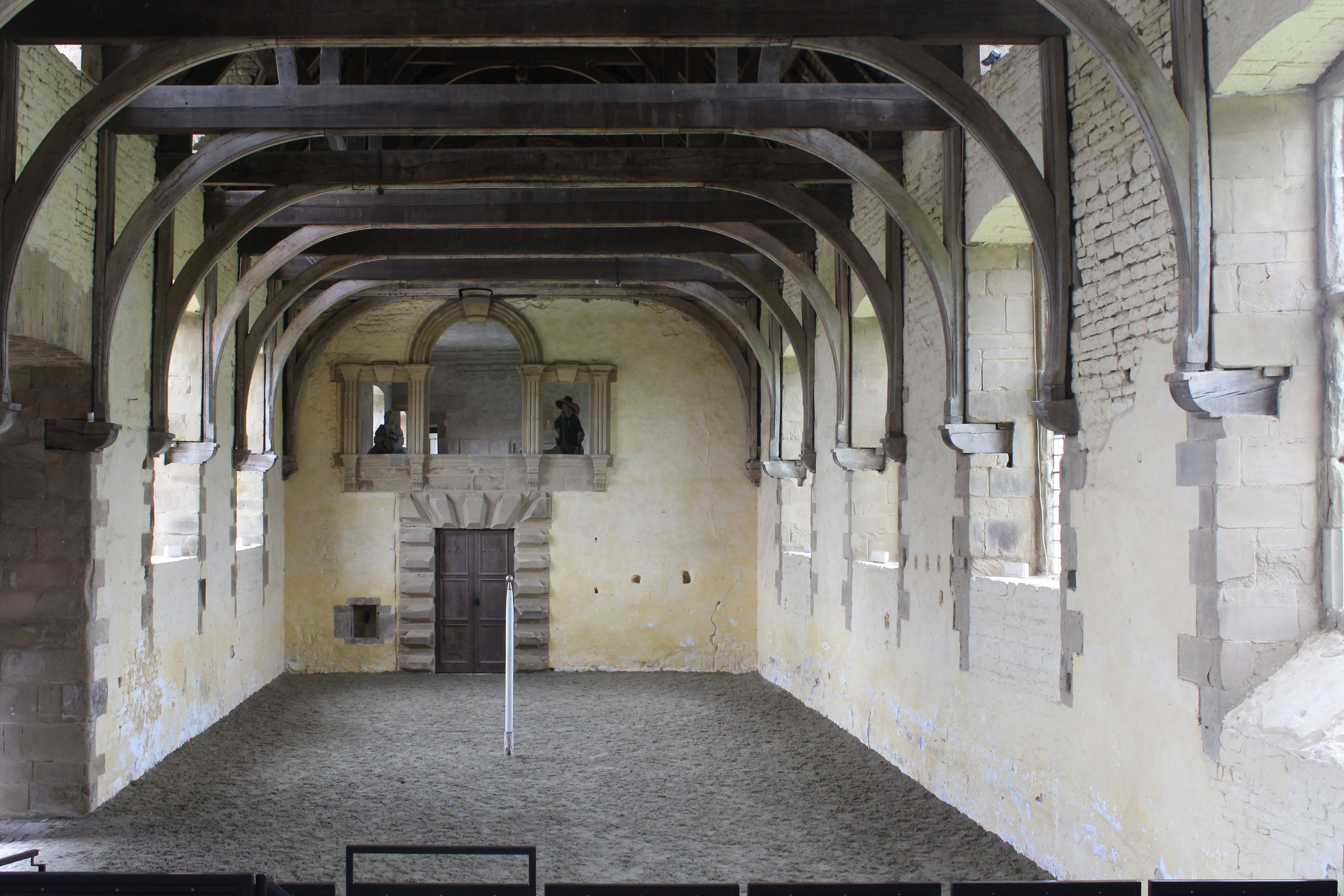
Picaria de Bolsover Castle (s.XVII).

Una picaria, piqueria o picador és un indret destinat a picar, exercitar o ensinistrar cavalls. Algunes picaries són adequades per a fer competicions o exhibicions. Altres piqueries es destinen a escoles d’equitació.
L'element fonamental d’una picaria és l’anomenada pista: una superfície plana de dimensions prou grans per a permetre l'evolució de diversos cavalls, amb genet o sense.
A més del significat d’indret físic, la paraula “picaria” (en portuguès i català) designa l’art d’amansir i ensinistrar cavalls.

## Història
Des de l’antigüitat hi ha exemples d’exhibicions i jocs amb cavalls muntats. Aquestes mostres, individuals i collectives, exigien un indret adequat per a poder-se produir. Ja fos en una plana al costat d’un campament, en una plaça enmig de la ciutat, o en la plaça d’armes d’un castell, la necessitat d’una picaria és evident. En cada cas, l’ús repetit d’una “instal·lació” provisional havia de transformar-la en definitiva, amb un nom popular que n’indiqués la funció: picaria en el cas català.
Alexandre el Gran va admirar i sotmetre Bucèfal en un indret apropiat. De les desfilades de la cavalleria grega, comentades per Xenofont, caldria dir el mateix. Pere el Gran i els seus cavallers (“armeggiando egli alla catalana” segons Boccacio) ho degueren fer en un espai prou pla, ampli i sense obstacles... Els exemples podrien multiplicar-se al llarg del temps i en diverses localitzacions. Un cas prou concret es produí a Nàpols quan les escoles d’equitació esdevingueren populars i famoses i es basaren en els “maneggi” (singular “maneggio”) existents: les picaries.

## Origen del terme
La paraula picaria està relacionada amb l’acció de picar els cavalls i la professió de picador de cavalls. Picar un cavall vol dir ferir-lo amb els esperons, picar-lo amb els esperons, esperonar-lo: estimular-lo per a que corri més.
Els picadors de cavalls tradicionals eren ensinistradors de cavalls i professors d'equitació. Els esperons formaven part del seu equipament bàsic. Tots els tractats d'equitació clàssics dedicaven un capítol als esperons.
| Llengua    | Recinte tancat                                        | Recinte obert                      |
| ---------- | ----------------------------------------------------- | ---------------------------------- |
| Anglès     | riding hall, indoor arena, indoor school, indoor ring | riding arena, raiding ring, manège |
| Català     | picaria coberta                                       | pista d’equitació                  |
| Portuguès  | picaria                                               | picaria                            |
| Francès    | manège                                                | carrière                           |
| Italià     | maneggio                                              | maneggio                           |
| Castellà   | picadero cubierto                                     | picadero, pista hípica             |
| Alemany    | Reithalle                                             |                                    |
| Neerlandès | manege                                                |                                    |
| Suec       | ridhus                                                |                                    |
| Finès      | maneesi                                               |                                    |
| Noruec     | ridehall                                              |                                    |

## Ús habitual
La majoria de diccionaris catalans no recullen el terme « picaria ». I tradueixen el terme castellà « picadero » per picador. El terme picador de cavalls tampoc no és freqüent i és substituït per « professor o mestre d’equitació » en l’actualitat. La llengua portuguesa conserva les paraules « picaria » i « picador », i també « picadeiro ».

## Variants
Les picaries poden ser descobertes, amb coberta i sense parets, o cobertes i tancades (a l’interior d’un edifici o projectades com una edificació independent). Arreu del món és conserven algunes picaries monumentals de l’època barroca de gran interès arquitectònic.
Les picaries han disposar d’instal·lacions complementàries properes: estables, clínica veterinària, magatzems de menjar, etc. Les picaries integrals (clàssiques i modernes) incorporen aquestes instal·lacions en el mateix edifici.

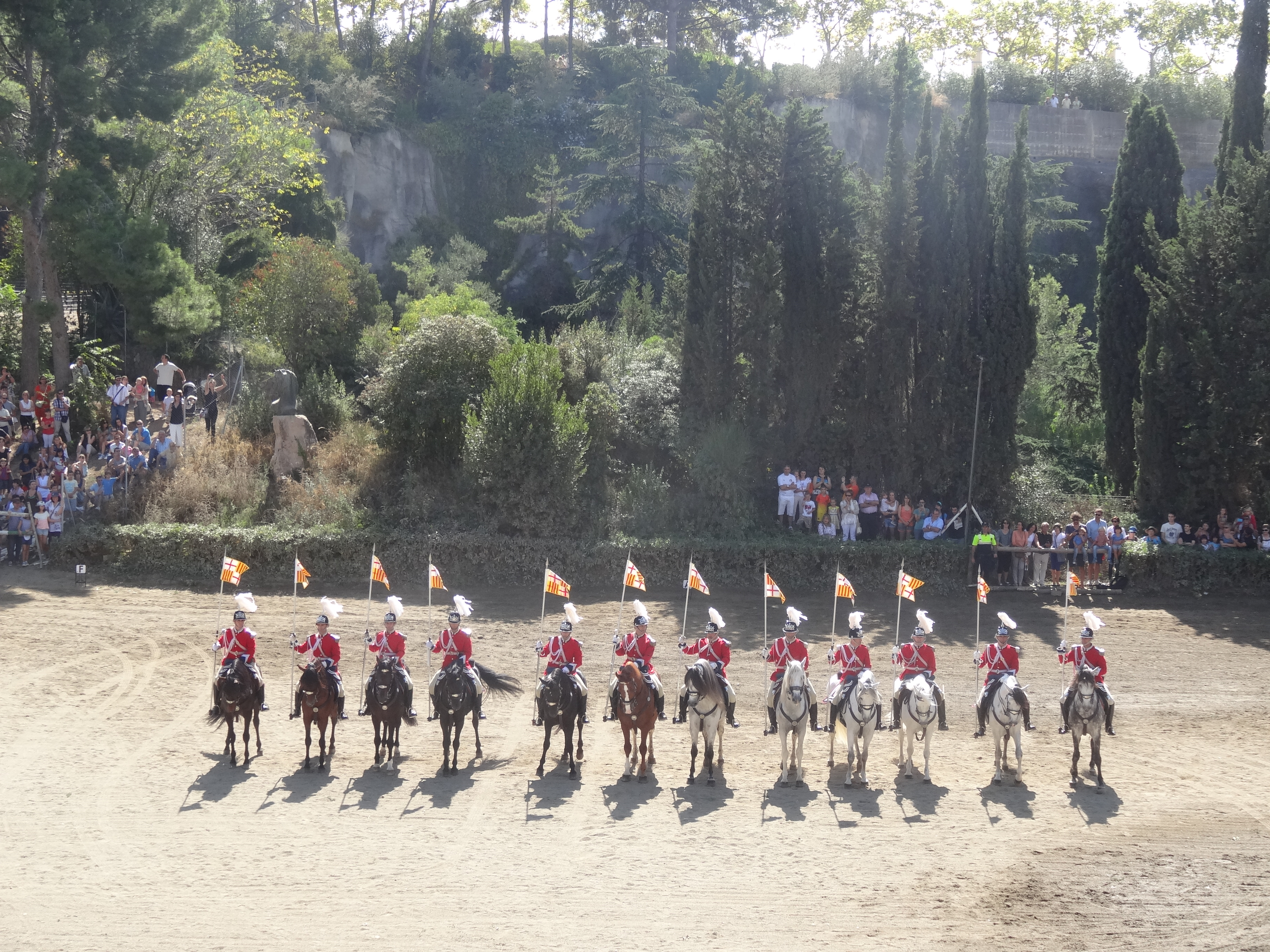
Exhibició de la unitat muntada de la Guardia Urbana de Barcelona en una de les pistes de La Foixarda

### Forma i dimensions
La forma acostuma a ser rectangular. Les dimensions de les pistes de les picaries són molt diverses. En alguns casos estan normalitzades. Per exemple: en Doma clàssica hi ha una pista petita de 20x40 m i una pista gran de 20x60 m. En molts casos les dimensions són lliures i s’adapten a les possibilitats del terreny (L’Escola Municipal d'Hípica La Foixarda, a Barcelona, disposa de tres pistes de 21x21, 21x56 i 46x 56 m, respectivament).

### Sòl
En les picaries modernes el material del sòl és artificial o està preparat per a oferir unes condicions adequades a la seva funció de ser trepitjat pels cavalls. Pot ser de sorra, serradures de fusta, encenalls de fusta, gransa de suro o d'altres materials. O una combinació dels anteriors. La sorra sembla ser la millor elecció: rellisca menys i és més fàcil de mantenir.
Per a limitar l’aixecament de pols, les pistes poden tenir integrat un sistema de ruixat amb aigua. També és freqüent el ruixat manual.

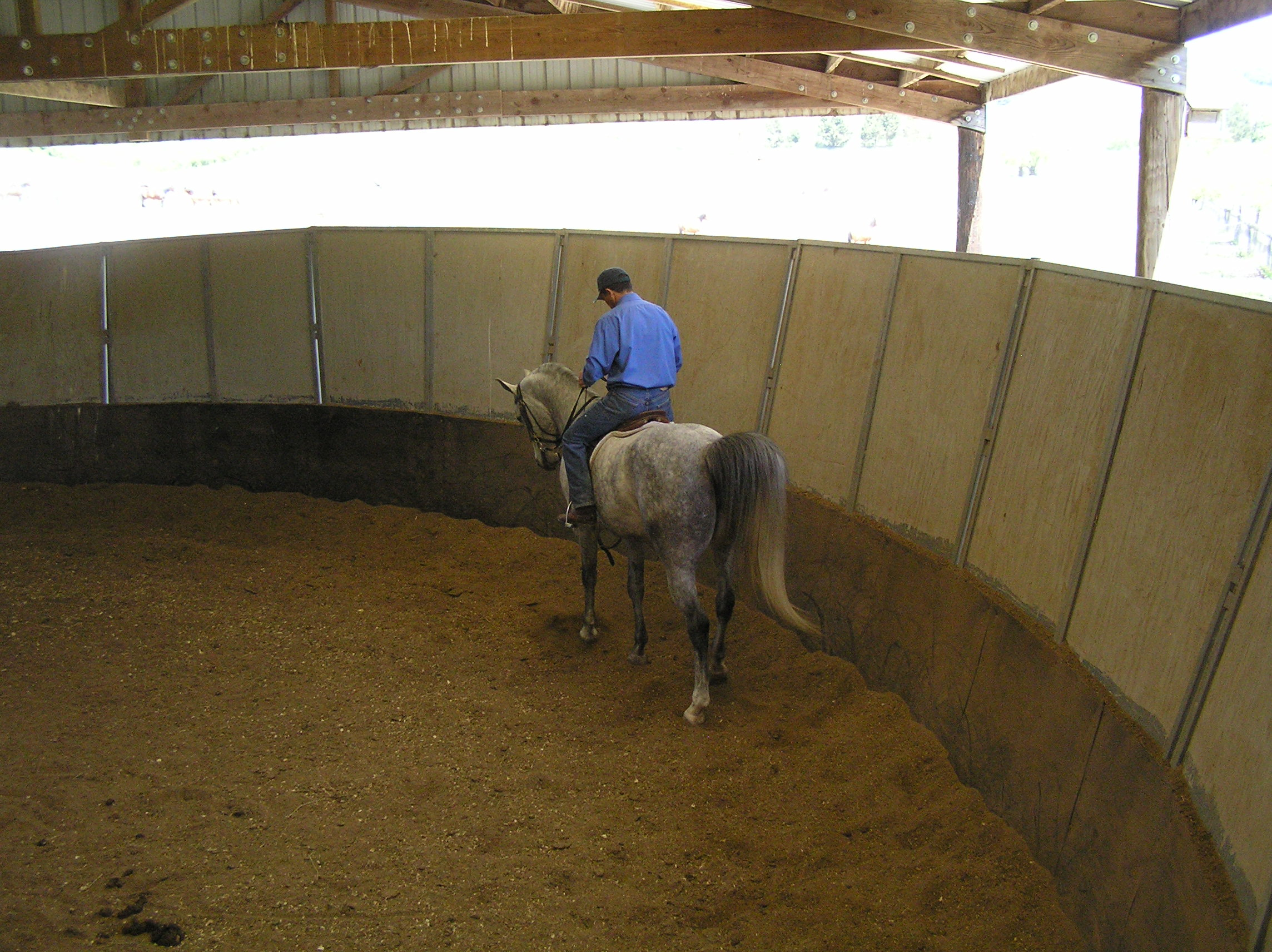
Parets inclinades en un corral de treball.

### Límits
En les hípiques més modestes les pistes de pràctica poden reduir-se a un corral tancat per tanques més o menys senzilles. Les pistes a l’aire lliure poden ser obertes o disposar de tanques. Aquestes tanques poden ser econòmiques o sofisticades. Les pistes cobertes amb tancaments desmuntables afegits són molt semblants a les anteriors.
Les picaries cobertes permanents, constituïdes per edificis arquitectònics, disposen de tanques llises de construcció sòlida. Molt sovint les parets de les tanques no són verticals, sinó que presenten una inclinació cap a l'exterior. Aquesta inclinació ofereix la funció anomenada de “guarda-botes” o “guarda-cames”, protegint al genet de quedar atrapat contra la paret.

### Altres aspectes
Les pistes hípiques han de disposar d’una bona il·luminació. En les pistes descobertes cal un enllumenat artificial si hom desitja treballar de nit. En les pistes cobertes cal assegurar, si és possible, una il·luminació natural emprant finestrals i lluernes. La llum artificial ha de ser difosa i distribuïda uniformement per tota la pista.
Les característiques acústiques d’una picaria tancada haurien de ser les adequades considerant la sensibilitat dels cavalls als sorolls. Els cavalls tenen una oïda molt sensible i poden reaccionar malament als sorolls inesperats. Els sorolls “desitjables” poden ser naturals (els que fan cavalls i genets en el decurs de la seva activitat, ordres verbals d’un professor,...etc) o artificials (música ambiental, música d’espectacle o entrenament, locutor parlant als altaveus de pista,...etc). També hi ha sorolls "indesitjables", naturals o artificials. La literatura sobre l’acústica de les picaries en actiu sembla limitada. Hi ha diversos exemples d’estudis acústics sobre picaries transformades en sales de concert, sales de conferències i altres.

## Instal·lacions modernes
|  |  |  |

|  |  |  |

## Picaries monumentals
|  |  |  |